# 3218-as mellékút (Magyarország)
A 3218-as számú mellékút egy bő 7,5 kilométeres hosszúságú, négy számjegyű mellékút Jász-Nagykun-Szolnok vármegye északi részén; a Tisza-tó térségében köt össze két kisebb települést.

## Nyomvonala
A Tisza-tó bal parti oldalán fekvő településeket összekapcsoló 3216-os útból ágazik ki, annak a 47+900-as kilométerszelvénye közelében, Tiszaderzs belterületének keleti részén, dél-délnyugat felé. Első, mintegy 400 méternyi szakasza a Tulipán út nevet viseli, majd egy markáns irányváltással délkelet felé fordul és Fő út lesz a települési neve. Nagyjából 1,3 kilométer megtétele után hagyja maga mögött a község utolsó házait, de még jó darabig a határai között marad. Már majdnem a negyedik kilométerénél jár, amikor átszeli Tiszaszentimre nyugati határát; lakott területeket innentől már nemigen érint. Tiszaszentimre központjától mintegy 2,5 kilométerre délre ér véget, beletorkollva a 3217-es útba, annak a 13+100-as kilométerszelvénye közelében.
Teljes hossza, az országos közutak térképes nyilvántartását szolgáló kira.kozut.hu adatbázisa szerint 7,638 kilométer.

## Települések az út mentén
- Tiszaderzs
- (Tiszaszentimre)